# Anne Soldaat
Anne Soldaat (Middelstum, 12 februari 1965) is een Nederlandse gitarist, zanger en songwriter.

## Biografie
Soldaat werd geboren in het dorp Middelstum in de provincie Groningen. Hij groeide op in Ermelo. Eind jaren 80 kwam hij hier in contact met Jelle Paulusma en sloot hij zich aan bij diens band Daryll-Ann. Na het vertrek, en latere terugkeer, van Coen Paulusma werden Soldaat en Jelle Paulusma het gezicht van de band en waren zij verantwoordelijk voor de muziek en teksten. Beiden deelden ook leadzang. In mei 2004 ging de band, kort na het uitbrengen van het zesde album Don't stop, onverwacht uit elkaar. Soldaat werkte hierna als bandcoach voor de band GEM tijdens het maken van het album Escapades. Frontman Maurits Westerik trad later zelf toe tot de liveband van Soldaat.
Anne Soldaat richtte daarna de band Do-The-Undo op, die in 2007 zijn enige album uitbracht bij Excelsior Recordings. In april 2009 bracht Soldaat onder zijn eigen naam het album In another life uit, gevolgd door het album Anne Soldaat in 2012. Beide albums werden opgenomen in Los Angeles samen met Jason Falkner, die in het verleden samenwerkte met onder andere Beck en Air. In 2009 was Soldaat met het nummer "Teenage view" genomineerd voor Song van het Jaar, georganiseerd door VPRO's 3voor12. Het nummer is geëindigd op nummer 57.
In 2010 startte Soldaat een samenwerking met Tim Knol. Hij schreef nummers voor diens debuutalbum en tweede album Days. Tevens speelde hij in Knols band en begeleidde hij Knol op diens albums. Van 16 april tot 12 mei 2011 zong en speelde Anne Soldaat gitaar in "Zout", een dansvoorstelling geproduceerd door Conny Jansen danst. Later werd deze voorstelling ook vertoond in de Juliet-tent op Lowlands 2011. Tussen december 2013 en september 2014 speelde Daryll-Ann een aantal reünieoptredens. Tevens werd het oude materiaal van de band heruitgegeven. In 2014 verscheen het album Al zeg ik het zelf van Clean Pete, dat geproduceerd werd door Soldaat en Falkner. Soldaat begeleidde het duo ook tijdens diverse optredens.
Begin 2015 verscheen Talks little, kills many, het derde officiële soloalbum van Soldaat.
In de zomer van 2016 speelde Anne vijftigmaal op De Parade (theaterfestival) Frank Sinatra's album Watertown met gelegenheidscollectief Club Helmbreker.
Ook trad Soldaat op als zanger en gitarist in theatervoorstelling 'Pet Sounds 50: Tribute to The Beach Boys', waarin een groep bekende Nederlandse popartiesten (o.a. Clean Pete, Maurits Westerik, Yorick van Norden, Mister and Mississippi (band) en Ruben Hein) een ode bracht aan het werk van de legendarische groep. Presentatie lag in handen van Leo Blokhuis.
Tijdens het najaar van 2016 en de eerste helft van 2017 reisde Soldaat als duo met Yorick van Norden door het land met hun gezamenlijke voorstelling 'Unsung Heroes', waarin het tweetal een ode bracht aan vergeten popmuzikanten, gecombineerd met eigen werk.
In de zomer van 2017 trad Anne op als zanger en gitarist in de theatervoorstelling 'The Summer of Love', waaraan o.a. Leo Blokhuis, Tim Knol, Pablo van de Poel (DeWolff), Janne Schra, Yorick van Norden en Jeangu Macrooy deelnamen en in het najaar stond Soldaat op de planken met 'The Chet Baker Room', een hommage aan Chet Baker van chansonnier Marijn Brouwers met Nederlandse hertalingen van diens werk.
In december bracht Soldaat vervolgens samen met Clean Pete gezamenlijke kerstsingle 'Kerstdiner' uit.
In het voorjaar van 2019 deed hij weer een reeks optredens met Yorick van Norden, ter promotie van hun tweede "unsung heroes"-plaat, die op 15 maart 2019 verscheen onder de titel 'Unsung Heroes Too'.

## Discografie

### Albums met Daryll-Ann
| Album met eventuele hitnotering(en) in de Nederlandse Album Top 100 | Datum van verschijnen | Datum van binnenkomst | Hoogste positie | Aantal weken | Opmerkingen |
| ------------------------------------------------------------------- | --------------------- | --------------------- | --------------- | ------------ | ----------- |
| Renko                                                               | 1992                  |                       |                 |              |             |
| Seaborne West                                                       | 1995                  |                       |                 |              |             |
| Daryll-Ann Weeps                                                    | 3-6-1996              |                       |                 |              |             |
| Happy traum                                                         | 20-8-1999             |                       |                 |              |             |
| DA Live                                                             | 1-9-2000              |                       |                 |              |             |
| Trailer tales                                                       | 14-1-2002             |                       |                 |              |             |
| Don't stop                                                          | 16-2-2004             |                       |                 |              |             |

### Soloalbums
| Album met eventuele hitnotering(en) in de Nederlandse Album Top 100 | Datum van verschijnen | Datum van binnenkomst | Hoogste positie | Aantal weken | Opmerkingen                                               |
| ------------------------------------------------------------------- | --------------------- | --------------------- | --------------- | ------------ | --------------------------------------------------------- |
| The cat-a-day tales                                                 | 2005                  | -                     |                 |              | cd bij het boek The cat-a-day tales van Alette Schreuders |
| Do-The-Undo                                                         | 2007                  | 03-02-2007            | 76              | 1            | als Do-The-Undo                                           |
| In another life                                                     | 2009                  | 25-04-2009            | 75              | 3            |                                                           |
| Anne Soldaat                                                        | 2012                  | 01-09-2012            | 8               | 5            |                                                           |
| Talks little, kills many                                            | 2015                  | 25-04-2015            | 12              | 3            |                                                           |
| Unsung Heroes                                                       | 2018                  | 21-04-2018            |                 |              | met Yorick van Norden                                     |
| Unsung Heroes Too                                                   | 2019                  |                       |                 |              | met Yorick van Norden                                     |
| Facts & Fears                                                       | 09-07-2021            |                       |                 |              |                                                           |